# Que corra la voz
¡¡Que corra la voz!! – piąty studyjny album hiszpańskiego zespołu skapunkowego Ska-P. Przed jego wydaniem zespół powiększył się o dwóch nowych członków: oficjalnymi członkami zostali występujący dotychczas gościnnie puzonista Gari oraz trębacz Txiquitin.
Na okładce albumu po raz drugi (po Ska-P) wystąpił pochodzący z piosenki El Gato López antropomorficzny kot o imieniu Lopez, pełniący już od dłuższego czasu funkcję maskotki zespołu. Tym razem wychylał się, z megafonem w łapie, z dziury na pierwszej stronie gazety – miało to symbolizować anarchistyczne przesłanie zerwania z propagowaną prezentowaną społeczeństwu przez media.
Zawarte na płycie piosenki ponownie odwoływały się do tematów najczęściej poruszanych przez zespół: utwór Mc Dolár w prześmiewczy sposób krytykował światowy koncern McDonald’s, Consumo gusto krytykował społeczeństwo kapitalistyczne, Welcome To Hell nawoływał do zakazu kary śmierci, Niño soldado potępiał państwa zmuszające młodzież (lub wręcz dzieci) do służby wojskowej. Bardzo duże kontrowersje wywołała piosenka Intifada w której muzycy otwarcie krytykują postawę Izraela w stosunku do Palestyńczyków (muzycy zwracają uwagę, iż władze Izraela gotują Palestyńczykom podobny los jaki ich spotkał podczas II wojny światowej).
Na szczególną uwagę zasługuje również utwór Solamente por pensar – hołd złożony Carlo Giulianiemu – młodemu włoskiemu anarchiście zastrzelonemu w 2001 przez policję podczas demonstracji przeciw spotkaniu przywódców państw grupy G8 w Genui.

## Lista utworów
1. "Estampida" – 3:23
2. "Consumo gusto" – 3:58
3. "Welcome to hell" – 4:12
4. "Casposos" – 4:59
5. "Niño soldado" 3-41
6. "Intifada" – 3:35
7. "McDollar" -3:58
8. "Solamente por pensar" -3:22
9. "Insensibilidad" – 4:36
10. "Esquirol" – 3:38
11. "El olvidado" – 3:29
12. "Mis colegas" – 4:11

## Skład
- Pulpul – śpiew, gitara
- Pipi – śpiew
- Julio – gitara basowa
- Kogote – instrumenty klawiszowe i chórki
- Luismi – perkusja
- Joxemi – gitara i chórki
- Gari – puzon
- Txiquitin – trąbka

- Teksty i muzyka: Ska-P